# Ivan Kozlov
Pour les articles homonymes, voir Kozlov.
Ivan Ivanovitch Kozlov (en russe Ива́н Ива́нович Козло́в), né le 11 avril 1779 à Moscou, mort le 30 janvier 1840 à Saint-Pétersbourg, est un poète russe.